# Chrono champenois masculin 2016
Le Chrono champenois masculin 2016 est une course d'un jour contre la montre de catégorie 1.2 disputé le 11 septembre autour de Bétheny. 

## Présentation

### Équipes
| Équipes continentales (6)- Christina Jewelry - Start Vaxes-Partizan Cycling Team - Stradalli-Bike Aid - Illuminate - Joker Byggtorget - Kuota-Lotto Équipes régionales et de clubs (2)- BMC Development - Lotto-Soudal U23 |
| |

### Classement général[2]
| \| Classement général \| Classement général \| Classement général \| Classement général \| Classement général \| \| Coureur \| Coureur \| Pays \| Équipe \| Temps \| \| ------------------ \| --------------------- \| ------------------ \| ---------------------------- \| ------------------ \| \| 1er \| Daniel Westmattelmann \| Allemagne \| Kuota-Lotto \| 40 min 42 s \| \| 2e \| Reidar Borgersen \| Norvège \| Joker Byggtorget \| + 43 s \| \| 3e \| Nathan Van Hooydonck \| Belgique \| BMC Development \| + 1 min 00 s \| \| 4e \| Miles Scotson \| Australie \| Wanty-Groupe Gobert \| + 1 min 10 s \| \| 5e \| Michael Storer \| Australie \| Jayco-AIS World Tour Academy \| + 1 min 12 s \| |                       |           |                              |              |
| |                       |           |                              |              |
| |                       |           |                              |              |
| Classement général |                       |           |                              |              |
| Coureur | Coureur               | Pays      | Équipe                       | Temps        |
| 1er | Daniel Westmattelmann | Allemagne | Kuota-Lotto                  | 40 min 42 s  |
| 2e | Reidar Borgersen      | Norvège   | Joker Byggtorget             | + 43 s       |
| 3e | Nathan Van Hooydonck  | Belgique  | BMC Development              | + 1 min 00 s |
| 4e | Miles Scotson         | Australie | Wanty-Groupe Gobert          | + 1 min 10 s |
| 5e | Michael Storer        | Australie | Jayco-AIS World Tour Academy | + 1 min 12 s |

## UCI Europe Tour
Le Chrono champenois masculin 2016 est une course faisant partie de l'UCI Europe Tour 2016 en catégorie 1.2, les 10 meilleurs temps du classement final emporte donc de 40 à 3 points.
| Position | 1er | 2e | 3e | 4e | 5e | 6e | 7e | 8e | 9e | 10e |
| -------- | --- | -- | -- | -- | -- | -- | -- | -- | -- | --- |
| PTS UCI  | 40  | 30 | 25 | 20 | 15 | 10 | 5  | 3  | 3  | 3   |